# 弗洛查德
弗洛查德（法語：Flaochad，—643年），法蘭克王國貴族，642年至643年間任勃艮第宮相，以鎮壓地方勢力與權力鬥爭聞名。

## 生平
641年，紐斯特里亞國王克洛維二世與攝政太后南蒂爾德巡視勃艮第首都奧爾良期間，為制衡當地貴族，南蒂爾德聯合主教與公爵推舉弗洛查德為勃艮第宮相，並將姪女拉格諾貝特（Ragnoberte）許配給他以鞏固聯盟。
與紐斯特里亞宮相厄奇諾德達成同盟，承諾維護勃艮第貴族權益以換取支持。其任命反映墨洛溫王室試圖透過法蘭克貴族削弱勃艮第本土勢力。
勃艮第總督威利巴德因財富與權勢傲慢跋扈，長期與弗洛查德對立。弗洛查德藉642年沙隆議會設局謀殺未果。643年，弗洛查德聯合公爵阿馬爾加爾（Amalgaire）、克拉姆內倫（Chramnélène）及紐斯特里亞軍隊，在歐坦郊外伏擊威利巴德，是為歐坦戰役。威利巴德雖率親信抵抗，終被擊殺，其部眾遭屠戮洗劫。
戰後弗洛查德返回沙隆，該城突遭大火焚毀。十一日後，弗洛查德於索恩河航行途中發熱病逝，葬於第戎聖伯努瓦教堂。時人認為其背棄與威利巴德的「聖所盟誓」，遭神譴而亡。弗洛查德驟逝導致勃艮第宮相職務再度空缺，權力回歸紐斯特里亞宮相掌控。